# IBK Finn - Lund
IBK Finn - Lund är en innebandyförening i Lund som bildades 1993 av ett antal studenter. Första tiden höll föreningen till i Södra Sandby, men ganska snart flyttade föreningen sin verksamhet till Lund, där den sedan blivit kvar. För att ytterligare förstärka sin geografiska hemvist och förstärka sitt varumärke i regionen har föreningen valt att byta namn från IBK Finn till IBK Finn - Lund.    
Under de första två åren fanns det endast ett herrlag innan damlaget bildades, även ungdomsverksamhet har funnits i liten skala, numera fokuserar föreningen på sina seniorlag. Säsongen 2014/2015 ställde IBK Finn - Lund upp med ett herrlag i division 3 och ett damlag i division 2. 
IBK Finn – Lund tränar och spelar sina hemmamatcher i Vipeholmshallen. Föreningen spelar i lila matchdräkter.
Säsongen 2022/23 spelar herrlaget i division 3 efter att ha säkrat kontraktet i sista omgången föregående säsong. 18 mars 2023 stod det klart att klubben slutat på elfte plats och herrlaget flyttades därmed ned till division 4 Södra Skåne säsongen 2023/2024. 